# 粟田口忠良
粟田口 忠良（あわたぐち ただよし）は、平安時代末期から鎌倉時代初期にかけての公卿・歌人。摂政・近衛基実の次男。官位は正二位・大納言。鳴滝大納言と号す。粟田口を家号とし、粟田口家の祖となる。

## 経歴
治承4年（1180年）、元服して正五位下に叙爵。以後、寿永2年（1183年）に従三位・非参議、文治5年（1189年）中納言、建久2年（1191年）権大納言、建仁2年（1202年）に大納言と進み、建仁4年（1204年）辞職。
承久3年（1221年）出家し、嘉禄元年（1225年）、薨去。享年62。

## 人物
体格は痩せていて性質は温和であったといい、政治の表舞台に立つより歌人としての活動が主であった。勅撰集に69首が入集しており、『新百人一首』の一人にも選ばれている。『古今著聞集』には、長期間ろくに出仕しなかったため危うく大納言の地位を剥奪されそうになり、その心境を和歌を通じて異母兄・近衛基通と語り合う逸話が収録されている。

## 系譜
- 父：近衛基実
- 母：藤原顕輔の娘
- 妻：滋野井実国の娘
  - 長男：藤原基良（1187-1277）
- 妻：藤原定能の娘
  - 二男：衣笠家良（1192-1264）
- 妻：藤原師長の娘
- 生母不明の子女
  - 男子：良全
  - 男子：良覚
  - 男子：忠源
  - 男子：忠豪
  - 男子：良性 - 法印、娘に一条実経室
  - 男子：良勝